# Monte Carlo Automobile

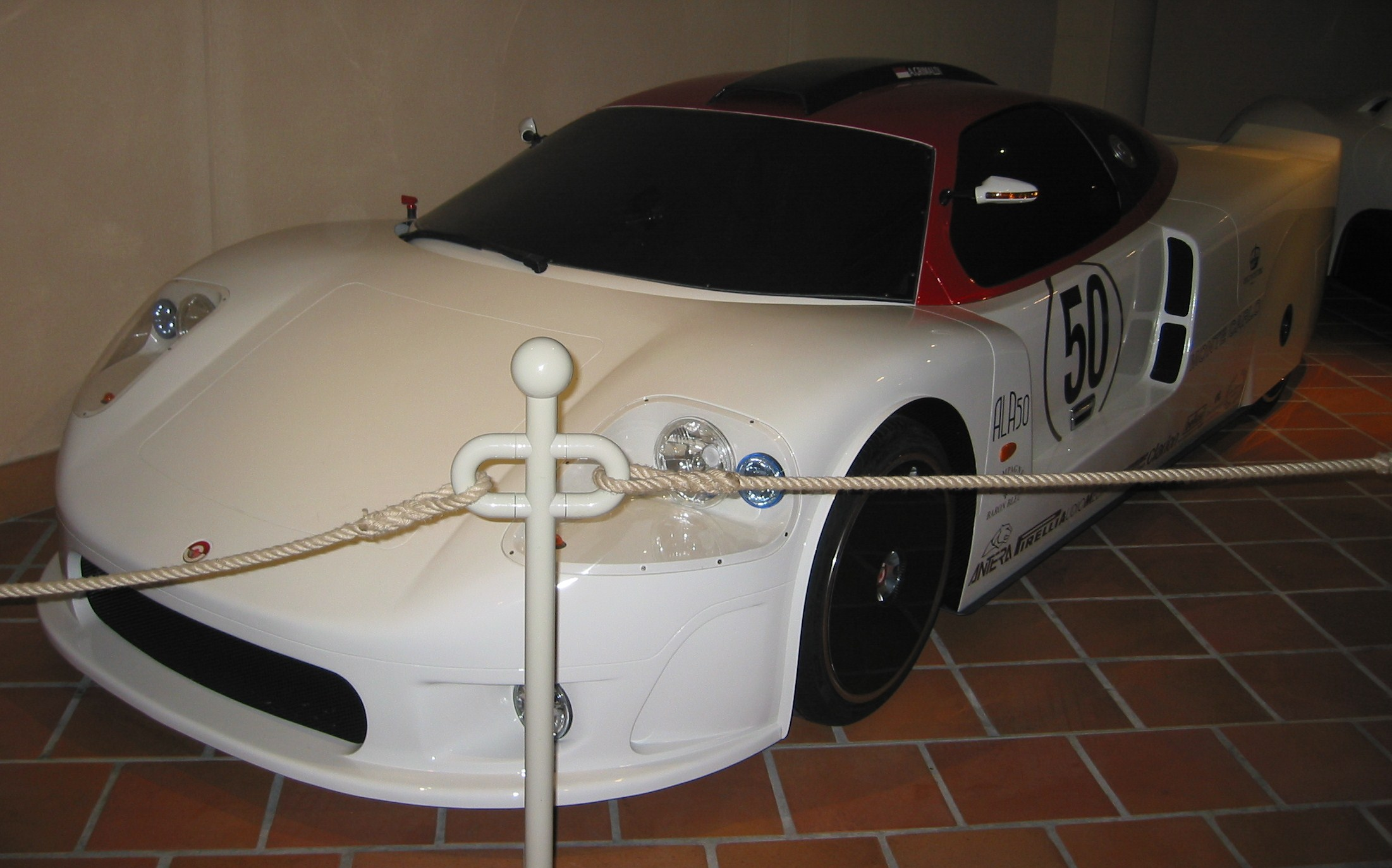
Monte Carlo ALA 50 (2008)

Monte-Carlo Automobiles S.A.R.L. (afgekort tot MCA) is in 1983 opgericht als raceteam en werd later een autofabrikant.
In 1989 bouwde Fulvio Maria Ballabio het eerste prototype van een GT om het 100-jarig bestaan van de Automobile Club de Monaco te vieren. Deze werd officieel in productie genomen in 1990, maar na slechts enkele exemplaren te hebben gemaakt ging het failliet. Men probeerde een doorstart onder de merknaam MIG en de productie zou plaatsvinden in Tbilisi, maar hier kwam het niet van. Mega nam het project over. In 2009 maakte dezelfde ontwerper een nieuwe wagen die in 2010 in productie genomen zou moeten worden.